# Ponte Regina Margherita (Torino)
Il ponte Regina Margherita di Torino è uno dei ponti che attraversano il Po nel suo tratto urbano e mette in collegamento Corso Regina Margherita e Corso Tortona con Corso Giuseppe Gabetti e Corso Casale.
Il ponte è stato costruito nel 1972 in sostituzione di uno precedente, della fine dell'Ottocento. Il ponte ha una sola arcata in cemento armato poggiante su sei pilastri per lato.
È opera dell'ingegnere Cesare Castiglia, docente del Politecnico di Torino ed è lungo circa 190 metri ed è stato costruito dalla "Soc. Italiana per le Condotte d'Acqua" di Roma che vinse nel 1969 un pubblico concorso.
Dal 2020 ospita un tratto del Precollinear Park, parco lineare di rigenerazione urbana.